# 林昶佐罷免案
台灣無黨籍政治人物林昶佐，在臺北市第五選舉區第10屆立法委員任內，被該選區選民鄭大平依《公職人員選舉罷免法》程序提起罷免案，俗稱散昶案、罷昶案。定於2022年1月9日進行投票，同日亦將舉行2022年臺中市第二選舉區立法委員缺額補選以完成台灣基進立法委員陳柏惟於2021年遭到罷免後的剩餘任期。
總投票人數為235,024人，最終結果為同意票54,813票，不同意票43,340票，無效票396票，投票率為41.93%。虽有效票大于无效票，由於有效同意票數未達臺北市第五選舉區選舉人總數四分之一以上（58,756），因此罷免失敗，林昶佐續任立法委員，且不得再於剩餘任期内對其罷免。

## 罷免案日程
| 日期             | 事項               |
| ---------------- | ------------------ |
| 2021年12月3日    | 罷免案成立         |
| 2021年12月13日前 | 被罷免人提出答辯書 |
| 2021年12月16日   | 發布罷免公告       |
| 2021年12月20日   | 投票人名冊編造完成 |
| 2022年1月5日前   | 公告罷免投票人人數 |
| 2022年1月5日     | 公辦電視罷免說明會 |
| 2022年1月9日     | 投票、開票         |
| 2022年1月14日前  | 審定罷免投票結果   |
| 2022年1月14日    | 公告罷免投票結果   |

## 罷免理由與答辯及涉及議題
中央選舉委員會於12月16日發布罷免公告，公佈罷免理由書及答辯書。根据公告，罷免方罷免理由如下：
1. 在立法院投票反對公開《3+11會議紀錄》，不顧萬華選民追求疫情破口真相的民意，配合民進黨黨團掩蓋黑箱決策；
2. 在立法院投票反對修正《學校衛生法》，反對禁止含瘦肉精及轉基因食品等進入校園，影響學生健康；
3. 在擔任二二八基金會董事期間，十五次會議僅出席一次；
4. 身為中正萬華選區立委，本應作為民眾喉舌、監督預算，卻討好執政黨，迎接衛福部長陳時中下車，被指放棄尊嚴；
5. 支持台独，涉嫌违宪。

林昶佐对此作出回应，并列出政绩予以反驳。

## 電視說明會
臺北市選舉委員會於2022年1月4日宣佈，將於翌日19時舉辦林昶佐罷免案電視說明會。

## 連署結果
|                          | 個數       | ％         | 占選舉人數％ |
| ------------------------ | ---------- | ---------- | ------------ |
| 選舉人數                 | 244,748    | 100.00     | 100.00       |
| 第一階段罷免提案門檻人數 | 2,448      | 1.00       | 1.00         |
| 合格數                   | 2,643      | 90.98      | 1.08         |
| 不合格數                 | 262        | 9.02       | 0.11         |
| 總提案人數               | 2,905      | 100.00     | 1.19         |
| 第二階段罷免連署門檻人數 | 24,475     | 10.00      | 10.00        |
| 合格數                   | 22,117     | 70.11      | 9.04         |
| 不合格數                 | 9,431      | 29.89      | 3.85         |
| 連署人數                 | 31,548     | 100.00     | 12.89        |
| 相差                     | 2,358      |            |              |
| 補連署合格數             | 5,245      | 2.14       | 2.14         |
| 補連署不合格數           | 1,493      | 0.61       | 0.61         |
| 補連署數                 | 6,738      | 2.75       | 2.75         |
| 總合格數                 | 27,362     | 11.18      | 11.18        |
| 總連署人數               | 38,286     | 100.00     | 15.64        |
| 結果                     | 罷免案成立 | 罷免案成立 | 罷免案成立   |

## 民意調查
| 日期       | 機構     | 樣本數 | 參與投票% | 參與投票且投同意票% | 贊成罷免% | 參與投票且投反對票% | 反對罷免% | 其他% |
| ---------- | -------- | ------ | --------- | ------------------- | --------- | ------------------- | --------- | ----- |
| 2021-10-09 | 循證民調 | 1068   | 不適用    | 19                  | 34.1      | 16.9                | 34.2      | 31.7  |

## 投票前反應

### 中華民國

#### 民主進步黨
民主進步黨支持林昶佐委員留任，總統兼民主進步黨主席蔡英文稱「台灣人疼惜好人才，沒有在分黨派」，強調罷免是人民的權利，但不能是政治鬥爭工具，呼籲支持者一定要出來投票，用投票結果拒絕不正當的罷免。

#### 台灣基進
台灣基進支持林昶佐委員留任，認為林昶佐用行動讓世界看見台灣、認識台灣，也是陳柏惟進入國會、進入國防外交委員會經常請益的同事，兩屆任期認真的問政表現有目共睹，更在台灣基進面對惡罷時不遺餘力的提供協助，親自到台中聲援。

#### 台灣綠黨
綠黨支持林昶佐委員留任，認為林昶佐6度獲得公督盟評鑑優秀立委，2021年更獲得公民評鑑全國第一名；他也在國際上為台灣發聲，是亞洲唯一參加美國民主峰會的民意代表。讓立法院在國防外交委員會留下1席無黨籍的立委，也是台灣政治多元性的展現。

#### 時代力量
時代力量稱尊重選民意見，不主動表態。

#### 中國國民黨
中國國民黨支持罷免林昶佐委員，並批評林昶佐挾著網路高聲量、靠著形象包裝當選連任立委，選舉時積極拜票勤跑，但是選上之後人就消失，毫不關心選區基層民意。

#### 其他
台北市議員邱威傑（呱吉）表示，林昶佐罷免案的推動者鍾小平是個為了個人權位使出各種爭議手段的人物，他稱鍾2020年為了立委選舉的門票，投靠民眾黨未果，隔年又說要靠林昶佐罷免案來光榮重返國民黨，所作所為都只是為了自己的政治前途而已，因此在泛藍里長與地方人物都出來反對這場罷免的時候，罷免案早就失去正當性。邱威傑認為，每個意見的表達都會對這個社會造成影響，因此他強烈建議台北市中正萬華區的朋友出來投票，而若覺得這麼高頻率的罷免投票已超出合理範圍，更應該投下一張反對票，阻止這種不公義繼續發生。邱威傑說，雖說罷免為人民權利，也是對抗不適任政治人物的最後手段，但這不表示應該罷免每一位你不喜歡的民意代表，他認為，若政治人物尸位素餐、貪贓枉法，那罷免有其合理原因，但如果只是政治立場的不同，那就應該尊重選舉的結果。

## 投票結果
|          |            | 個數    | ％     | 占選舉人數％ |
| -------- | ---------- | ------- | ------ | ------------ |
| 選舉人數 | 選舉人數   | 235,024 | 100.00 | 100.00       |
| 門檻票數 | 門檻票數   | 58,756  | 25.00  | 25.00        |
|          | 同意票數   | 54,813  | 55.84  | 23.32        |
|          | 不同意票數 | 43,430  | 44.16  | 18.48        |
| 有效票數 | 有效票數   | 98,153  | 99.60  | 41.76        |
| 無效票數 | 無效票數   | 396     | 0.40   | 0.17         |
| 總投票數 | 總投票數   | 98,549  |        | 41.93        |
| 結果     | 結果       | 不通過  | 不通過 | 不通過       |

### 選舉區內行政區投票結果
| 行政區                             | 選舉人數 | 同意票數 | 占選舉人數％ | 與選舉人數25％差距 | 不同意票數 | 與同意票數差距 | 占有效票數％ | 有效票數 | 無效票數 | 投票人數 | 投票率（％） |
| ---------------------------------- | -------- | -------- | ------------ | ------------------ | ---------- | -------------- | ------------ | -------- | -------- | -------- | ------------ |
| 中正區（南門里等21里）             | 83,840   | 19,125   | 22.81        | -1835              | 13,929     | -5196          | 42.14        | 33,054   | 125      | 33,179   | 39.57        |
| 萬華區                             | 151,184  | 35,688   | 23.61        | -2108              | 29,411     | -6277          | 45.18        | 65,099   | 271      | 65,370   | 43.24        |
| 得票數據以中央選舉委員會公佈為準。 |          |          |              |                    |            |                |              |          |          |          |              |

## 後續反應

### 中華民國

#### 林昶佐委員
罷免案確定不通過之後，林昶佐傍晚現身服務處，受訪時強調，只靠他打拚絕對沒辦法守住，感謝很多人幫忙，並指一年多來台灣被很多罷免、公投弄到很疲勞，希望一系列的罷免案到此為止，2022年台灣充滿正能量。他說，明天要上班，應回崗位讓台灣更好。

#### 民主進步黨
罷免案確定不通過之後，民主進步黨秘書長林錫耀表示，民眾對於無正當性的罷免舉動已經感到不耐煩，也不希望國家資源不斷浪費在這上面。罷免雖然是人民的權利，但不應該成為無限上綱的鬥爭工具。今天罷免案未過關，更加證明民眾不同意無正當性的罷免案。接下來，民進黨也會持續和林昶佐合作，共同為台北市中正萬華區的選民謀福利。
民主進步黨籍立委王定宇在臉書發文表示，林昶佐因為自己在國會、地方的優秀表現，在藍大於綠的選區，面對荒誕的罷免，中正、萬華的選民做出了選擇，「罷免案沒有通過門檻，罷免案沒有過關！」

#### 台灣基進
台灣基進9日晚間發布新聞稿表示，林昶佐委員的罷免案有驚無險，反映出選民對於報復性罷免的抵觸。

#### 台灣綠黨
綠黨9日晚間發布臉書表示，國民黨讓罷免制度淪為政治惡鬥的工具，但台灣人民用選票讓優秀的人才可以繼續在國會服務。

#### 時代力量
時代力量黨主席陳椒華指在中正、萬華區立委罷免一案，選民已做出決定，時代力量予以尊重。

#### 臺灣民眾黨
台灣民眾黨表示對選舉結果表示尊重並指出，這場罷免案起因於去年5月間台北市萬華區疫情嚴峻，種種「防疫認知作戰」如「全台陪雙北坐牢」、「雙北陪萬華坐牢」，「對萬華人相當不公平」，政治人物都該有所警惕，林昶佐也應更努力服務地方，回應選民的支持。且表示近年來藍綠兩黨對撞越演越烈，惡意螺旋不斷上升，民眾對政黨惡鬥已經感到厭煩，不樂見具政治報復性的罷免。在疫情陰霾之下，民眾生計、家庭深受影響，社會必須更加團結，共同面對未來的挑戰；並呼籲，以貼標籤的方式製造對立，應適可而止，在林昶佐罷免案後，今年底將舉行九合一地方選舉，屆時正是展現良善政治文化的重要時刻。

#### 中國國民黨
國民黨在四大公投全面潰敗後，中二選區立委補選、林昶佐罷免案再吞一日雙敗，朱立倫威信再度受挫，對於該晚投票結果，朱未如同4大公投結果出爐後出面說明，僅由黨發言人凌濤出面。他表示，今天選舉是一場在地立委補選以及在地立委罷免案投票，在地民意再度被國家機器所吞噬，國民黨可以感受到難過，但不需要氣餒，過程中，人民的怒吼已經讓國家機器感到畏懼﹔這次公民行動暫時沒有成功，在地民意受到挫折，可是民意將會在2024年的大選再次起身奮鬥。

#### 台灣團結聯盟
台灣團結聯盟於臉書發文表示，從一連串的事跡表明國民黨只要繼續親中，未來任何重要的選舉都將難以取勝；並從萬華林昶佐罷免到中二選區補選，我們可以看到一個毫無擔當、沒有魄力的國民黨主席朱立倫。

#### 其他
罷免發起人之一的無黨籍臺北市議員鍾小平受訪表示，我力量很微小可是我已經盡力了，國民黨要更團結！並強調，我努力不夠，國民黨努力也不夠！
無黨籍高雄市議員黃捷在臉書發文表示，恭喜林昶佐、林靜儀，「雙林雙贏！」今晚可以睡個好覺了，明天起，國會有這2位有正義感的立委，繼續捍衛台灣，是大家的幸運，令人安心！並稱這都是國民黨咎由自取的後果，證明國民黨已完全讓台灣人唾棄；過完今天，希望台灣能真正的恢復平靜生活，讓國家繼續穩定向前走。
無黨籍台北市議員林穎孟亦在粉專發文指出，罷免沒能通過門檻，顯示這種政治鬥爭沒有獲得多數選民認同，但她也同時提醒大家不能放鬆，「中國國民黨雖然接連失敗，但台北市選民結構還是泛藍佔大多數，很多區域民代只要有國民黨徽，就幾乎躺著選上。」
社會民主黨籍臺北市議員苗博雅於臉書發文表示，今天早上，民主返鄉共乘巴士發車後，我們留下這張合影。當時，我的心情是忐忑的。不知道選民會如何決定臺灣政治的樣貌。現在局勢明朗，心中的大石暫時落下。特別感謝，台中第二選區和台北中正萬華的選民。謝謝您，讓我們相信，努力能克服出身的劣勢，理念會得到選民的支持。謝謝大家，讓我們看到政治文化正在往好的方向改變。人非聖賢，民主制度也不是完美。但今天的補選和罷免，讓我們看見，選民願意給用心打拚的人改正的機會；讓我們相信，民主會自我修復，從錯誤中學習，在跌倒後站起。感謝善良的臺灣人民，給我們力量。我們會帶著這股溫暖的力量，堅定信念，繼續前進。

### 日本
日本《產經新聞》台北支局長矢板明夫指林昶佐委員是主張抗中保台的本土派政治人物，他的勝利向國際社會再次顯示了台灣主流社會的聲音，對台灣今後尋求歐盟、美國、日本等國際社會支持，具有重要的意義，亦指公投案和罷免案的門檻過低，執政黨也有一定的責任，這次勝利之後，應考慮修改法律。